# Nooit Volmaakt (schip, 1917)
De Nooit Volmaakt was een Nederlands vrachtschip met 40 ton waterverplaatsing.
Het schip werd in 1917 in Leeuwarden gebouwd. De eerste eigenaar was Gerrit de Bruijn, hij wilde er stenen en aardappelen mee vervoeren. In 1917 doopte hij zijn schip Arie, naar zijn 5-jarige zoontje. Nadat de Bruijn in 1918 aan de Spaanse griep overleed, gebruikte zijn zwager het schip een aantal jaren totdat hij rond 1925 een eigen boot kocht. De nieuwe schipper werd toen Jan van Leeuwen uit Schipluiden. Na een paar jaar kocht Van Leeuwen het schip van Jaan de Bruijn, Gerrits weduwe.
Op 23 september 1935 verkocht Van Leeuwen zijn schip aan Sietse Rienksma. Deze gaf het schip de naam Nooit Volmaakt en vervoerde vooral aardappelen en grint. Tijdens de Tweede Wereldoorlog had Rienksma een speciale vergunning om op en neer naar Zeeland te varen om aardappelen te halen.
Kees Koole, wiens broer in de meidagen van 1940 gesneuveld was, was na het vertrek van Sietse Rienksma de schipper. Hij huurde het schip via diens moeder. Hij gebruikte het schip ook om Engelandvaarders buitengaats te brengen. In totaal werden 72 Engelandvaarders geholpen, van wie 45 Engeland bereikten.
Na de oorlog werd het schip voor de mosselvangst gebruikt. Tijdens de strenge winter van 1963 bevroor de vangst en ging de eigenaar failliet.
In 1978 werd door toeval het schip in Yerseke herontdekt. De naam was toen Lenko en het schip was vijf meter ingekort. Nadat de laatste eigenaar was overleden, werd het schip naar Maasland gesleept, waar Daan de Bruijn, kleinzoon van de eerste eigenaar, het schip wilde restaureren.

## Engelandvaarders
De schipper van de Nooit Volmaakt hielp meerdere groepen Engelandvaarders. In totaal bereikten 45 personen de overkant.
- De eerste groep vertrok op 20 mei 1941. Deze groep bestond uit Kees Waardenburg, Theo Vrins, Bob van der Stok (die een kompas had), en Rudy Burgwal (die voor brandstof zorgde). Het weer was te slecht en ze keerden terug. De tweede tocht voorliep voorspoedig, totdat de Nooit Volmaakt vastliep op de Roggenplaat. Toen een Duitse patrouille langskwam, beloofden Waardenburg en Rienksma zich bij de Ortskommandant in Veere te melden zodra ze weer loskwamen. Ze voeren echter naar Bergen op Zoom. Die poging was dus ook mislukt, maar iedereen was nog vrij en de boot was behouden. De derde tocht was op 3 september 1941 en werd een succes. In het ruim van de Nooit Volmaakt was een bootje meegenomen, dat op zee te water werd gelaten. Daarin  konden de Engelandvaarders hun tocht voortzetten. Dit waren toen Dick ter Beek, Rudy Burgwal, R. Daniëls, Jan Linzel, Sietse Rienksma, Bob van der Stok, Frederik Stumpff,  Kees Waardenburg en Herman Witkamp.
- Op 29 april 1943 vertrokken Hein Kaars Sijpesteijn, Jan Bartlema en zijn vrouw Yvette Bartlema-Sanders, Hein Louwerse en Henning Meyer vanaf de Brielse Maas. Hun bootje werd de Yvette genoemd. Deze is sinds 1964 te zien in Oorlogsmuseum Overloon. 
In 2014 was de Nooit Volmaakt gerestaureerd en was er een kopie van de Yvette gemaakt. Hiermee wordt in april 2014 vanuit Hellevoetsluis de overtocht opnieuw gemaakt. Coen Meurer (kleinzoon van  Hein Louwerse), Eva Bartlema (kleindochter van Jan en Yvette) en twee Vaarkrant-journalisten Epco Ongering en Teije Brandsman maken deel uit van de bemanning.
- Op 5 mei 1943 was de groep van Jaap Burger en tien anderen aan de beurt. Hun bootje was op de Van Ravesteijnwerf klaargemaakt. Op het Haringvliet werden ze beschoten, maar ze wisten in de duisternis te ontsnappen. Aan boord waren ook Christiaan de Bakker, Gerard Bruyne, Piet Hendrik de Groot, Christiaan Gutteling, ir Karel de Munter, Ben Reynders, Johan Anton Stroeve, de ondergedoken broers Willy en Robert Weyhenke en de neergeschoten marconist Mike Mora uit Nieuw-Zeeland.
- Op 26 juli 1943 vertrok een groepje van negen mannen. Ook dit bootje was op de Van Ravesteijnwerf klaargemaakt. De motor kwam uit een Engelse auto, maar die brandde al gauw door. De reservemotor deed het niet en er was geen wind. Ze moesten dus het grootste deel van de tocht roeien. De reis duurde vier dagen. Aan boord waren Doffie le Comte, C.J.K. van Dam, Dick van Dam, Henk Elfrink, Huibert Herklots, Eddy Jonker, Wim Koole, Daan Otten, Jan Bernard Marinus Haye en de neergeschoten Britse piloot Alfred Hagan.
- in de nacht van 23/24 augustus 1943 ondernam Theo Vrins weer een poging. Het schip vertrok net na middernacht en werd door de Duitsers op zee onderschept. Aan boord waren nog 14 mannen: Willem Otto Beck, Joris Beekenkamp, Willem Bruyne, Jan Willem Coenraads Nederveen, Frits Driessen, Maarten Gutteling, Nico van Hasselt, Willy Otto Ernst Korver, Rudolf Nelemans, Eduard Willem le Rütte, Hans Zaaijer, Rinus Zaaijer, Bob van Zuylen en Cor van Zuylen. Alle opvarenden werden gearresteerd en naar Kamp Vught gebracht. Vrins werd aanvankelijk veroordeeld tot de doodstraf, maar omdat hij reserve-officier was werd dat omgezet naar 15 jaar tuchthuis en overleefde hij de oorlog.
- Op 8 oktober 1943 vertrok Anton Schrader met M. C. W. van Arenthals, Rein Bangma, Tobias Biallosterski, Jan de Bloois, Brunings, Jules Ferdinand Marie Hubertus Goossens, Jacob van Grondelle, Johannes Cornelis Jansen, Folkert de Koning, Bob Kruis, Anton Schrader en Jacob Snijders.

## Scheepsgegevens[3]
- Werf: De Roos en Van der Meijden te Leeuwarden
- Materiaal: staalijzer
- Lengte: 20,10 m
- Breedte: 3,24 m
- Waterverplaatsing: 39,572 ton
- Brandmerk: 84 B sHage 1927 ENI-nummer: 03010084
- Eerste eigenaar: G. de Bruijn te Schipluiden
- Meetnummer: Ga1551N
- District en volgnr.: Gouda 1551
- Meetdatum: 30 juli 1917
- Meetplaats: Gouda